# Cottus koreanus
Cottus koreanus (ang. Yellowfin sculpin) – endemiczny gatunek drapieżnej, słodkowodnej ryby  z rodziny głowaczowatych (cottidae).

## Występowanie
Półwysep Koreański – rzeki Amlok (=Yalu), Chongchon, Tedong, Imjin, Han, Kum, Somjin, Samchokosipchon, Vonsan, górny zasięg w rzece Tumangan (Tumen).

## Opis morfologiczny
Wrzecionowate, równomiernie wydłużone lekko grzbietobrzusznie spłaszczone, bezłuskie ciało z wyjątkiem występujących w osi piersiowej gęsto osadzonych w skórze drobnych kolców. Głowa mała szeroka i płaska. Szeroki, końcowy otwór gębowy, dolna szczęka krótsza od górnej. Szczęki sięgają na wysokości środka źrenicy oka. Kosmkowate pasma zębów na szczękach i lemieszu, brak zębów na kościach podniebiennych. Na przedpokrywie jeden prosty, ostry kolec nieco zagięty do góry i ukryty w skórze (jeden albo dwa kolce pod najwyższym u osobników mniejszych od ok. 70 mm długości standardowej SL). Błony podsksrzelowe szeroko przerośnięte do przegrody międzyskrzelowej. Dwie płetwy grzbietowe: 1. ciernista, 2.miękkopromienna, płetwy piersiowe szerokie, a ich dolne promienie dłuższe wystające z błony płetwowej; przesunięte na gardło płetwy brzuszne wąskie i długie. Wewnętrzny promień płetwy brzusznej jest dłuższy niż 60% długości najdłuższego promienia. Linia naboczna pełna. Płetwa ogonowa lekko zaokrąglona. Ubarwienie zmienne zależne od podłoża; bladobrązowe albo zielonobrązowe grzbietobocznie żółtawe, brzusznie białawe. Grzbiet i boki z 4-5 niewyraźnymi ciemnobrązowymi poprzecznymi pasmami. Długość maksymalna 100–150 mm.
Cechy biometryczne I D VII-IX; II D 18-21; P 12-13; A 14-17; V I/ 4. Wyrostków filtracyjnych 8-9, w linii nabocznej 39-52 porów, kręgów 34-36, wyrostków pylorycznych 4-5.

## Środowisko i tryb życia
Zasiedla głównie chłodne wartko płynące, czyste dobrze natlenione wody, których temperatura w porze letniej nie przekracza 20 °C. Ryba bentoniczna prowadząca przydenny tryb życia, preferuje miejsca  o żwirowo-kamienistym podłożu i słabo eksponowane na światło słoneczne. Prowadzi skryty i mało aktywny tryb życia.

## Rozród i pokarm
Dojrzałość płciową osiąga w drugim lub trzecim roku życia. Do tarła przystępuje w końcu marca i na początku kwietnia gdy temperatura wody osiągnie 10-11 °C. Samice składają ikrę w przygotowanych przez samce gniazdach w postaci zlepionych ze sobą złóż jaj przylepionych do spodniej powierzchni kamienia. Płodność średnio 650-900 jaj. Opiekę nad ikrą sprawuje samiec i może  tę funkcję spełniać w stosunku do kilku złóż pochodzących od różnych samic (poligynia). Samiec starannie oczyszcza i broni zaciekle swoje gniazdo przed agresorami. Inkubacja zarodków trwa 4-5 tygodni. Samiec nie odżywia się  do chwili osiągnięcia samodzielności potomstwa. Pokarm stanowią głównie  organizmy bentoniczne: ikra i wyląg ryb.